# Nils Löfgren (spelman)
Nils Albert Löfgren, född 17 augusti 1911 i Göteborgs garnisonsförsamling, Göteborgs och Bohus län, död 25 december 1994 i Slottsstadens församling, Malmöhus län, var en svensk fiolspelman och riksspelman.